# Хойник (Малопольське воєводство)
Хойник (пол. Chojnik) — село в Польщі, у гміні Ґромник Тарновського повіту Малопольського воєводства.
Населення — 1313 осіб (2011).
У 1975-1998 роках село належало до Тарновського воєводства.

## Демографія
Демографічна структура станом на 31 березня 2011 року:
|          | Загалом | Допрацездатний вік | Працездатний вік | Постпрацездатний вік |
| -------- | ------- | ------------------ | ---------------- | -------------------- |
| Чоловіки | 644     | 174                | 413              | 57                   |
| Жінки    | 669     | 163                | 380              | 126                  |
| Разом    | 1313    | 337                | 793              | 183                  |